# Kościół św. Jakuba Apostoła w Krzemienicy
Kościół św. Jakuba Apostoła w Krzemienicy – parafialna świątynia katolicka w miejscowości Krzemienica, w gminie Czerniewice, powiecie tomaszowskim, województwo łódzkie.
Kościół pochodzi z końca XVI wieku i jest obiektem zabytkowym.

## Historia
Na miejscu dzisiejszego kościoła w XI wieku stała niewielka kapliczka pw. św. Jakuba Apostoła. Nie wiadomo, kiedy została ona zbudowana, ale według lokalnej legendy postawili ją uczniowie św. Cyryla i Metodego w połowie IX wieku.
W XIV wieku, po erygowaniu parafii pw. św. Jakuba Apostoła w miejscu kapliczki zbudowano drewniany kościół. W końcu XV wieku świątynia ta została rozebrana, a w jej miejscu stanął budynek obecnej świątyni. Budowa kościoła trwała w latach 1598–1600, zaś sfinansowali ją właściciele okolicznych majątków – Franciszek i Wawrzyniec Lipscy.

## Opis zewnętrzny budowli
Świątynia jest zbudowana w stylu gotyckim z licznymi elementami renesansu.
Zarówno sam budynek, jak i przyległe do niego obiekty (m.in. dzwonnica) oraz ogrodzenie wykonane są z czerwonej cegły i są nieotynkowane. Ściany wspierają gotyckie skarpy. Dach świątyni jest dwuspadowy i zakończony sygnaturką
Kościół w Krzemienicy jest obiektem jednonawowym, z dwudzielnym prezbiterium. Do nawy przylega kruchta i dzwonnica, a do prezbiterium – zakrystia.
Okna zamknięte są półkolistymi łukami, a od dołu ozdobione pilastrami, które łączy arkada.
Dzwonnica kościelna jest czworoboczna, trójkondygnacyjna. Jej pierwotny wygląd odbiegał nieco od obecnej postaci. Różnica wyraża się w zmianie zwieńczenia kopuły, co czyniono stopniowo od początku XIX do początku XX wieku. Obecnie przebudowana kopuła pokryta jest dachem z blachy miedzianej.
Kościół otoczony jest niewysokim murem, który w okresie, gdy stawiano świątynię mógł pełnić funkcję obroną przed niezbyt licznym grupami napastników, gdyż zapewniał osłonę strzelcom i uniemożliwiał bezpośrednie wdarcie się na teren kościoła. W XIX wieku w murze dobudowano 4 kapliczki, zaś w wieku XX – jeszcze jedną.

### Wyposażenie
Wyposażenie kościoła utrzymane jest w stylu renesansowym, z pewnymi wpływami gotyku. Niektóre elementy wystroju wnętrza mają też charakter wczesnobarokowy. W kościele znajduje się 5 ołtarzy, na który umieszczono liczne obrazy, głównie XVII-wieczne.
Ołtarz główny wykonany jest z drewna i pochodzi z 1616 r.; ma on charakter renesansowy. Jest bogato zdobiony, z licznymi dekoracjami w formie złoconych motywów roślinnych, o dwu kondygnacjach, trójpolowy, posiadający predellę. Umieszczone w nim obrazy, namalowane na drewnie, pochodzą w większości z XVII wieku, jest także jeden z wieku XVI i 2 z początku XX w (namalowane na wzór XVII-wiecznych, które uległy zniszczeniu). Także tabernakulum pochodzi z XVII w., zaś wśród elementów zdobniczych na nim umieszczonych znajdują się m.in. wizerunki czterech ewangelistów.
W kościele, w miejscu gdzie prezbiterium rozszerza się, znajdują się też dwa ołtarze boczne, pochodzące z 1645 r., utrzymane stylu barokowym. Są to jednakowe obiekty, różniące się w zasadzie tylko obrazami, bogato zdobione, jednopolowe, z predellami.
Ponadto przy granicy nawy głównej z prezbiterium stoją dwa ołtarze z 1634 r., wykonane z drewna, jednopolowe, dwukondygnacyjne, z predellami, bogato zdobione motywami zwierzęcymi (delfiny), roślinnymi oraz wizerunkami aniołów.
Ambona znajduje się w miejscu, gdzie prezbiterium przechodzi w nawę główną. Ambona ma charakter renesansowy, jest obiektem sześciobocznym, wykonana jest z drewna i pokryta polichromią figuralną. Nad amboną umieszczony jest baldachim, sześcioboczny, zaś jego gzyms jest pokryty ornamentem, głównie roślinnych (akant). Znajdująca się na baldachimem złocona nadbudówka jest późniejszego, XX-wiecznego pochodzenia.
Naprzeciwko ambony znajduje się drewniany krzyż z figurą Jezusa, pochodzący z XVII wieku.
W kościele znajduje się też XVII-wieczna chrzcielnica. Jest ona wmurowana w pobliżu jednego z ołtarzy bocznych, wykonana z piaskowca i bogato zdobiona motywami liści (m.in. akantu). Pokrywa chrzcielnicy pochodzi z XX wieku.
Chór muzyczny, także XVII-wieczny jest bogato dekorowany, m.in. pokryty polichromią figuralną.
Pod chórem, po obu stronach portyku umieszczone zostały XVII-wieczne stalle późnorenesansowe, za którymi umieszczono obrazy świętych.
Także w prezbiterium umieszczone są stalle z XVII i XIX wieku, zaś za nimi znajdują się XVII-wieczne obrazy z życia Jezusa.
W kościele znajdują się też nagrobki fundatorów kościoła – braci Franciszka i Wawrzyńca Lipskich.

## Obrazy
W kościele znajduje się kilkadziesiąt, w większości zabytkowych, obrazów.
W ołtarzu głównym umieszczone jest 8 obrazów:
- dolna kondygnacja, pole środkowe – Wniebowzięcie Najświętszej Marii Panny – obraz na drewnie z XVI w.
- dolna kondygnacja, pole lewe – Święta Anna – obraz na drewnie z XVII w.
- dolna kondygnacja, pole prawe – Święty Jakub Apostoł – obraz z 1934 r. na wzór znajdującego się tu uprzednio obrazu z XVII w.
- górna kondygnacja, pole środkowe – Ukoronowanie Najświętszej Marii Panny – obraz z 1934 r. na wzór znajdującego się tu uprzednio obrazu z XVII w.
- górna kondygnacja, pole lewe – Św. Franciszek z Asyżu – obraz na drewnie z XVII w.
- górna kondygnacja, pole prawe – Święty Wawrzyniec – obraz na drewnie z XVII w.
- u dołu, w predelli, po lewej stronie – wizerunek anioła – obraz na drewnie z XVII w.
- u dołu, w predelli, po prawej stronie – wizerunek anioła z krzyżem i koroną cierniową – obraz na drewnie z XVII w.

W ołtarzach bocznych umieszczone są po 3 obrazy, głównie XVII-wieczne, na drewnie (czasami XX-wieczne kopie):
W ołtarzu bocznym południowym z 1645 umieszczone są:
- w głównym miejscu największy obraz – postać św. Kazimierza
- nad nim – półpostaci Marii i św. Józefa
- u dołu, w predelli – półpostaci św. Elżbiety i Zachariasza

W ołtarzu bocznym północnym z 1645 umieszczone są:
- w głównym miejscu największy obraz – postać św. Stanisława
- nad nim – półpostaci św. Jana Ewangelisty i św. Jana Chrzciciela
- poniżej, w predelli – także św. Stanisław

W ołtarzu bocznym północnym z 1634 r. umieszczone są:
- w głównym miejscu największy obraz – postać Matki Boskiej
- nad nim – scena Zwiastowania
- u dołu, w predelli – Pokłon Trzech Króli

W ołtarzu bocznym południowym z 1634 umieszczone są:
- w głównym miejscu największy obraz – postać św. Stanisława Kostki
- nad nim – wizerunek anioła stróża
- poniżej, w perdelli – św. Cecylia

## Parafia pw. św. Jakuba Apostoła
Kościół w Krzemienicy jest świątynią parafialną parafii św. Jakuba Apostoła. Została ona erygowana w XIV wieku, należy do dekanatu Lubochnia w diecezji łowickiej i obejmuje następujące miejscowości: Chociw, Chociwek, Czerwonka, Kanice, Krzemienica, Lipie, Podkonice Duże, Podkonice Małe, Podkońska Wola, Strzemeszna, Turobów, Stanisławów Lipski, Wale, Wólka Jagielczyńska, Zagóry, Zubki Duże, Zubki Małe.